# Charles Judson Wallace
Charles Judson Wallace (* 31. Dezember 1982 in Atlanta, Georgia) ist ein ehemaliger US-amerikanisch-kongolesischer Basketballspieler. Nach dem Studium in seinem Heimatland begann Wallace 2005 eine Profikarriere in Deutschland. Nach zwei Spielzeiten bei den Eisbären Bremerhaven in der Basketball-Bundesliga wechselte er nach Italien, wo er drei Jahre lang spielte. Seit 2010 spielt Wallace in der spanischen Liga ACB, wo er 2011 die Staatsbürgerschaft der Republik Kongo annahm, um unter weniger strikte Ausländerbeschränkungen für „Cotonou-Ausländer“ zu fallen. Anschließend wurde er vom spanischen Meister FC Barcelona verpflichtet und gewann 2012 mit diesem das nationale Double sowie den spanischen Supercup. 2013 konnte man diese Erfolge auf nationaler Ebene wiederholen, bevor man in der Finalserie um die spanische Meisterschaft dem „ewigen“ Konkurrenten Real Madrid unterlag. Später spielte Wallace in Italien und Frankreich.

## Karriere
Wallace wechselte 2001 nach seinem High-School-Abschluss in seiner Geburtsstadt zum Studium an die Princeton University in der gleichnamigen Stadt in New Jersey, wo er für die Hochschulmannschaft Tigers in der Ivy League der NCAA spielte. Bei den Tigers spielte Wallace unter anderem mit dem späteren deutschen Nationalspieler Konrad Wysocki zusammen. Die Tigers gewannen 2002 und 2004 die Meisterschaft der Conference und verloren 2004 ihr Erstrundenspiel in der landesweiten Endrunde der NCAA gegen die Longhorns der University of Texas.
2005 begann Wallace eine Karriere als Basketballprofi beim deutschen Erstliga-Aufsteiger Eisbären Bremerhaven in der Basketball-Bundesliga. Der Aufsteiger erreichte einen hervorragenden vierten Platz, den man in der folgenden Bundesliga-Saison 2006/07 wiederholte. In den Play-offs um die Meisterschaft verlor man 2006 in der Halbfinalserie gegen den Hauptrundenersten Alba Berlin und 2007 in der ersten Runde gegen Titelverteidiger RheinEnergie Köln. 2007 wechselte er in die italienische Lega Basket Serie A zu Pierrel aus Capo d’Orlando auf Sizilien, das 2008 in ihrer dritten Erstliga-Spielzeit erstmals die Play-offs um die Meisterschaft erreichte, in denen man in der ersten Runde ausschied. Anschließend verlor der Verein zu Beginn der folgenden Spielzeit aus wirtschaftlichen Gründen seine Spielberechtigung in der höchsten Spielklasse und Wallace wechselte zum Traditionsverein aus Treviso, der zuvor die Play-offs verpasst hatte. Nach einem vierten Platz 2009 und einem achten Platz 2010 verlor man jeweils in den Play-offs um die Meisterschaft gegen Serienmeister Montepaschi Siena.
Wallace wechselte 2010 in die spanische Liga ACB zum Basketballverein auf Gran Canaria, mit dem er sich auf den fünften Platz nach der Hauptrunde verbesserte. In den Play-offs 2011 schied man jedoch erneut in der ersten Runde aus. Im europäischen Vereinswettbewerb Eurocup erreichte man die Zwischenrunde der 16 besten Mannschaften. Nachdem Wallace zuvor vergeblich versucht hatte, einen albanischen Pass zu bekommen, nahm er im Sommer 2011 die Staatsbürgerschaft der Republik Kongo an, um unter weniger Beschränkungen für Ausländer der Vertragsstaaten des Cotonou-Abkommens zu fallen. Daraufhin wurde Wallace vom spanischen Meister FC Barcelona unter Vertrag genommen, mit dem er 2012 das Triple aus spanischer Meisterschaft, „Copa del Rey“ und Supercup verteidigte. Im höchsten europäischen Vereinswettbewerb EuroLeague-Runde 2011/12 wurde man jedoch beim Final-Four-Turnier im Halbfinale vom späteren Titelgewinner Olympiakos Piräus bezwungen, gewann aber das kleine Finale um den dritten Platz gegen den entthronten Titelverteidiger Panathinaikos Athen. In der Spielzeit 2012/13 errang man erneut den Supercup und den Pokalwettbewerb Copa del Rey, verlor aber diesmal die Finalserie um die Meisterschaft in fünf Spielen gegen den bisherigen Vizemeister Real Madrid. In der EuroLeague-Spielzeit 2012/13 war man zuvor im Halbfinale ebenfalls Real unterlegen gewesen und hatte beim Abschlussturnier nur den vierten Platz belegt.
Zur Saison 2013/14 kehrte Wallace nach Italien zurück und unterschrieb einen Vertrag beim Euroleague-Teilnehmer EA7 Armani aus Mailand, mit dem er italienischer Meister wurde. 2014 und 2015 spielte er in Frankreich für Elan Chalon und Le Mans Sarthe Basket. Den Abschluss seiner Laufbahn als Berufsbasketballspieler bildete eine Anstellung in Puerto Rico.